# Mueang Ratchaburi (huyện)
Mueang Ratchaburi (tiếng Thái: เมืองราชบุรี) là huyện thủ phủ (Amphoe Mueang) của tỉnh Ratchaburi, miền trung Thái Lan.

## Lịch sử
Lịch sử khu vực có từ thời thị xã của Dvaravati tên là Khu Bua, nằm cách vài km về phía nam của thị xã Ratchaburi ngày nay. Sau khi bị bỏ hoang khoảng 300 năm, thị xã đã được vua U-Thong của Ayutthaya tái lập gần Wat Mahathat. Năm 1817, trung tâm thị xã đã được dời đến bờ kia của sông Mae Klong.
Huyện này là một trong 5 huyện đầu tiên của Monthon Ratchaburi được lập năm 1895 với Phraya Surinthararuchai (Thet Bunnag) là người đứng đầu đầu tiên. Ban đầu, cơ quan hành chính tỉnh nằm ở huyện Photharam nhưng đã được dời đến tambon Na Mueang năm 1898.

## Địa lý
Các huyện giáp ranh (từ phía bắc theo chiều kim đồng hồ) là: Photharam và Damnoen Saduak của tỉnh Ratchaburi, Bang Khonthi của tỉnh Samut Songkhram, Wat Phleng, Pak Tho và Chom Bueng của Ratchaburi.
Nguồn nước chính ở huyện là sông Mae Klong.

## Hành chính
Huyện này được chia thành 22 phó huyện (tambon), các đơn vị này lại được chia ra thành 187 làng (muban). Thị xã (thesaban mueang) Ratchaburi nằm trên toàn bộ tambon Na Mueang. Thị trấn (thesaban tambon) Khao Ngu nằm trên một phần của tambon Chedi Hak và Ko Phlapphla. Lok Mueang nằm trên toàn bộ Khok Mo và Phong Sawai, còn Huai Chinsi nằm trên toàn bộ Ang Thong. Có 18 Tổ chức hành chính tambon.
| 1.  | Na Mueang     | หน้าเมือง    |  |
| 2.  | Chedi Hak     | เจดีย์หัก     |  |
| 3.  | Don Tako      | ดอนตะโก    |  |
| 4.  | Nong Klang Na | หนองกลางนา |  |
| 5.  | Huai Phai     | ห้วยไผ่      |  |
| 6.  | Khung Nam Won | คุ้งน้ำวน     |  |
| 7.  | Khung Krathin | คุ้งกระถิน    |  |
| 8.  | Ang Thong     | อ่างทอง     |  |
| 9.  | Khok Mo       | โคกหม้อ     |  |
| 10. | Sam Ruean     | สามเรือน    |  |
| 11. | Phikun Thong  | พิกุลทอง     |  |
| 12. | Nam Phu       | น้ำพุ        |  |
| 13. | Don Rae       | ดอนแร่      |  |
| 14. | Hin Kong      | หินกอง      |  |
| 15. | Khao Raeng    | เขาแร้ง     |  |
| 16. | Ko Phlapphla  | เกาะพลับพลา |  |
| 17. | Lum Din       | หลุมดิน      |  |
| 18. | Bang Pa       | บางป่า      |  |
| 19. | Phong Sawai   | พงสวาย     |  |
| 20. | Khu Bua       | คูบัว        |  |
| 21. | Tha Rap       | ท่าราบ      |  |
| 22. | Ban Rai       | บ้านไร่      |  |